# Theobald II. z Baru
Theobald II. z Baru (1221 – 1291) byl hrabětem z Baru.

## Život
Theobald se narodil jako nejstarší syn hraběte Jindřicha II. z Baru a jeho manželky Filipy z Dreux. Hrabětem se stal v roce 1239, když jeho otec zemřel při baronské křížové výpravě, zpráva o Jindřichově smrti se k Theobaldovi však dostala až v roce 1240. Protože byl Theobald ještě příliš mladý, vládla jeho matka do 17. března 1242 jako regentka.

## Manželství a potomci
Theobald se oženil dvakrát, poprvé v roce 1245 s Janou, dcerou Viléma II. z Dampierre a Markéty II. Flanderské. Zasnoubeni byli 3. května 1243 a oddáni o dva roky později, v březnu 1245 nebo 31. srpna 1245. Manželství bylo krátké a bezdětné. Následujícího roku 1246 se Theobald oženil s Janou z Toucy, dcerou Jana, pána z Toucy, Saint-Fargeau a Puisaye, a jeho manželky Emy de Laval.
Se druhou manželkou měl Theobald patnáct dětí, sedm synů a osm dcer:
- Jindřich III. z Baru
- Jan z Baru
- Karel z Baru
- Theobald z Baru
- Reginald z Baru
- Erard z Baru
- Petr z Baru
- Filipa z Baru
- Alice z Baru
- Marie z Baru
- Isabela z Baru
- Jolanda z Baru
- Markéta z Baru
- Filip z Baru
- Henrietta z Baru